# Ljubinka Janković
Ljubinka Janković   (Radovnica, 23 de setembre de 1958) és una ex-jugadora d'handbol sèrbia que va competir sota bandera de Iugoslàvia durant la dècada de 1980.
El 1984 va prendre part en els Jocs Olímpics de Los Angeles, on guanyà la medalla d'or en la competició d'handbol. Quatre anys més tard, als Jocs de Seül, fou quarta en la mateixa competició.